# Lisa Marie Ness Klungland

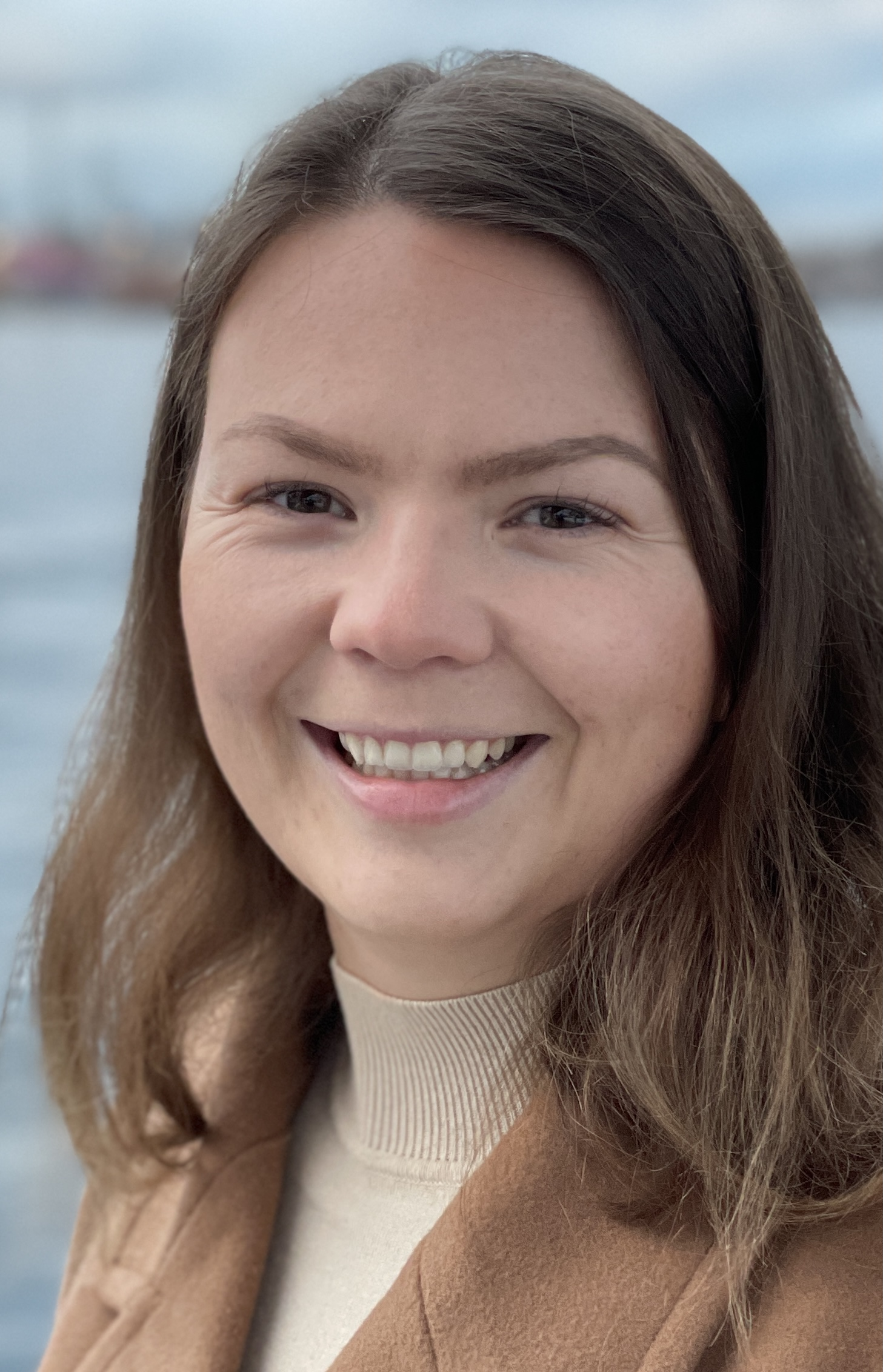
Lisa Marie Ness Klungland, 2021

Lisa Marie Ness Klungland (* 7. Januar 1994) ist eine norwegische Politikerin der Senterpartiet (Sp). Seit 2021 ist sie Abgeordnete im Storting.

## Leben
Klungland studierte von 2014 bis 2017 Marktführung und Leitung an der Technisch-Naturwissenschaftlichen Universität Norwegens (NTNU) in Ålesund. Ihr Studium schloss sie mit einem Bachelor ab. Während ihres Studiums an der NTNU arbeitete sie als Pflegerin in verschiedenen Kommunen. Ab 2017 studierte sie Krankenpflege an der Universität Stavanger, ihr Studium schloss sie 2020 mit einem Bachelorabschluss ab. Anschließend begann sie als Krankenpflegerin am Universitätsklinikum in Stavanger zu arbeiten.
Klungland zog bei der Parlamentswahl 2021 erstmals in das norwegische Nationalparlament Storting ein. Dort vertritt sie den Wahlkreis Rogaland und wurde zunächst Mitglied im Gesundheits- und Pflegeausschuss. Im Februar 2025 wechselte sie während der laufenden Legislaturperiode in den Energie- und Umweltausschuss.